# Accadde il 20 luglio
Accadde il 20 luglio (Es geschah am 20. Juli) è un film del 1955 diretto da Georg Wilhelm Pabst, il primo ad occuparsi del fallito attentato del 20 luglio 1944 ai danni di Adolf Hitler guidato dal colonnello Claus von Stauffenberg.
L'uscita del film seguì di poche settimane quella di L'ultimo atto, sempre diretto da Pabst e incentrato sugli ultimi giorni di Hitler all'interno del Führerbunker. L'attore Willy Krause interpretò la parte di Joseph Goebbels in entrambi i film, mentre Erik Frey rivestì il ruolo del generale Friedrich Olbricht in Accadde il 20 luglio e quello del generale Wilhelm Burgdorf in L'ultimo atto.

## Trama
Il film segue lo sviluppo della cosiddetta Operazione Valchiria, il tentativo organizzato da alcuni politici e militari tedeschi della Wehrmacht e attuato dal colonnello Claus Schenk von Stauffenberg di assassinare Adolf Hitler e instaurare un nuovo governo attraverso un colpo di Stato. Il 20 luglio 1944, von Stauffenberg e il tenente Werner von Haeften mettono in atto l'attentato facendo esplodere un ordigno all'interno della Tana del Lupo, il quartier generale di Hitler a Rastenburg. Tuttavia, nell'esplosione restano uccisi tre ufficiali e uno stenografo mentre il Führer sopravvive con alcune ferite più o meno lievi. Fallito il colpo di Stato, von Stauffenberg e altri ufficiali coinvolti nell'operazione vengono arrestati e fucilati nel cortile del Bendlerblock, il quartier generale dei congiurati, poco dopo la mezzanotte del 21 luglio.
Film tedesco del periodo post-bellico. Cerca di dimostrare che durante la guerra, non tutti i tedeschi erano dei biechi nazisti.

## Distribuzione
Il film è stato distribuito in Germania Ovest a partire dal 19 giugno 1955, due giorni prima dell'uscita di Operazione walkiria di Falk Harnack, basato sullo stesso soggetto.

### Date di uscita
- Germania Ovest (Es geschah am 20. Juli) - 19 giugno 1955
- Danimarca (Attentatet) - 18 luglio 1955
- Svezia (Sanningen om 20 juli) - 18 luglio 1955
- Francia (C'est arrivé le 20 juillet) - 9 novembre 1955
- Finlandia (Kuoleman asiamies) - 24 gennaio 1958